# Oushpizzin

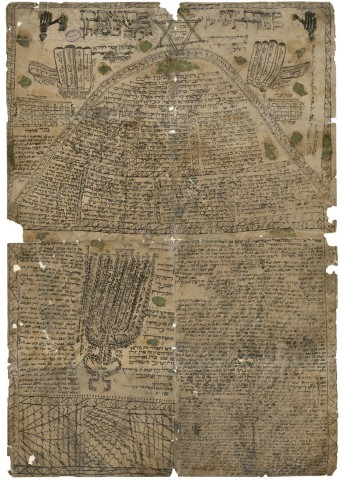

Au cours de la fête de Soukkot, beaucoup de Juifs observent une coutume remontant à la Kabbale d'avoir sept "invités" (oushpizzin en judéo-araméen) spirituels dans leur soukka. Ces oushpizzin sont symboliquement les sept "bergers" d'Israël. Selon le Sefer HaZohar, les oushpizzin sont (dans l'ordre) :
- Abraham
- Isaac
- Jacob
- Joseph
- Moïse
- Aaron
- David

Les Juifs ashkénazes observent aussi la coutume d'ajouter sept invitées (les oushpizziyot) à l'intérieur de la soukka. Il s'agit, selon le Seder HaDorot, de:
- Sarah
- Rebecca
- Rachel
- Léa
- Myriam
- Déborah
- Esther